# Бохумин
Бохумин (на чешки: Bohumín; на полски: Bogumin; на немски: Oderberg) е град в Североизточна Чехия, Моравско-силезки край, окръг Карвина.

## География
Разположен е на 9 километра североизточно от областиния център Острава, на границата с Полша, на височина 198 m над морското равнище. Непосредствено на север от града река Олше се влива в Одра. Територията на града е около 31 km².
Бохумин е важен железопътен възел на Чехия.

## Известни жители
- Стефан Милков – чешки художник
- Павел Сърничек – чешки футболист

## Побратимени градове
- Прудник, Полша
- Зджешовице, Полша

## Галерия
- Католическа църква „Пресвето сърце Исусово“
- Сградата на Общинския съвет
- Железопътна гара Бохумин